# Bishopstone (Herefordshire)
Pour les articles homonymes, voir Bishopstone.
Bishopstone est une paroisse civile et un village du Herefordshire, en Angleterre.